# Chevrolet Parkwood
La Parkwood è un'autovettura familiare prodotta dalla Chevrolet dal 1959 al 1961.

## Il contesto
La Parkwood era la versione familiare della Bel Air, ed era collocata a metà della gamma di station wagon offerta dalla Chevrolet, più precisamente sopra l'economica Brookwood, ma sotto la più lussuosa Nomad.

## La vettura
Tutte le Parkwood prodotte nel 1959 e nel 1960 potevano ospitare sei passeggeri, mentre la Kingswood, che era l'altro modello equivalente alla Bel Air, era omologata per trasportare nove persone. La Parkwood diventò disponibile in entrambe le versioni nel 1961, quando la Kingswood venne tolta temporaneamente di produzione.
La Parkwood fu tolta dal mercato nel 1962, quando tutte le familiari Chevrolet cominciarono a condividere le denominazioni con le loro corrispondenti versioni berlina.
Nei tre anni in cui la Parkwood fu in commercio, fu disponibile sia con motore a sei cilindri, sia con propulsore V8.